# Esajas' Bog
Esajas' Bog er en af profetbøgerne i det kristne Gamle testamente, og i jødedommens Nevi’im. Forfatterskabet er traditionelt blevet tilskrevet profeten Esajas, som levede i Juda i det 8. århundrede f.Kr.. Almindeligvis anses bogen af moderne forskere for at indeholde en samling af forskellige profetier, som så er blevet redigeret i persisk tid, men der er stor uenighed blandt teologer.
De 66 kapitler består en del domsprofetier over nationerne som forfølger Juda. De indbefatter Babylon, Assyrien, Filistrene, Moab, Syrien, Israel (det nordlige kongerige) Etiopien, Egypten, Arabien og Fønikien. Desuden profeteres der om en som skal komme og udfri folket, Messias.